# Isländische Fußballmeisterschaft 1920
Die isländische Fußballmeisterschaft 1920 war die neunte Spielzeit der höchsten isländischen Fußballliga.
Der Titel ging erstmals an Víkingur Reykjavík.

## Abschlusstabelle
| Pl. | Verein             | Sp. | S | U | N | Tore    | Quote | Punkte |
| --- | ------------------ | --- | - | - | - | ------- | ----- | ------ |
| 1.  | Víkingur Reykjavík | 2   | 2 | 0 | 0 | 009:500 | 1,80  | 04:0   |
| 2.  | KR Reykjavík (M)   | 2   | 1 | 0 | 1 | 005:500 | 1,00  | 02:20  |
| 3.  | Fram Reykjavík     | 2   | 0 | 0 | 2 | 003:700 | 0,43  | 0:40   |

| (M) | amtierender isländischer Meister |

### Kreuztabelle
Die Kreuztabelle stellt die Ergebnisse aller Spiele dieser Saison dar. Die Heimmannschaft ist in der ersten Spalte aufgelistet, die Gastmannschaft in der obersten Reihe. Die Ergebnisse sind immer aus Sicht der Heimmannschaft angegeben.
| 1920               | Fram Reykjavík | Víkingur Reykjavík | KR Reykjavík |
| Fram Reykjavík     |                | 3:4                | 0:3          |
| Víkingur Reykjavík | –              |                    | 5:2          |
| KR Reykjavík       | –              | –                  |              |